# Parque Várzeas do Tietê
O Parque Várzeas de Tietê é um projeto em implantação de um parque linear localizado na várzea do Rio Tietê, entre o Parque Nascentes do Tietê, em Salesópolis, e o núcleo Engenheiro Goulart do Parque Ecológico do Tietê, no distrito de Cangaíba (Zona Leste de São Paulo). O projeto está sob responsabilidade do DAEE, órgão vinculado ao governo do estado do São Paulo.
Os objetivos do programa são recuperar e proteger a função das várzeas do rio, funcionar como um regulador de enchentes, e oferecer opções de lazer aos moradores das regiões onde será implementado. Devido aos objetivos em comum, pode-se considerar o projeto, portanto, como uma continuidade e expansão do Parque Ecológico do Tietê, com os dois núcleos implantados do Parque Várzeas do Tietê também considerados parte do Parque Ecológico do Tietê.
O projeto foi oficialmente lançado no dia 20 de julho de 2009, pelo então governador José Serra. O projeto arquitetônico-paisagístico é do arquiteto Ruy Ohtake (o mesmo do Parque Ecológico do Tietê), e a expectativa é que o parque terá 75 km de extensão e 107 km² de área quando completado, se tornando, portanto, o maior parque linear do mundo, e atendendo a população dos municípios de São Paulo, Guarulhos, Itaquaquecetuba, Poá, Suzano, Mogi das Cruzes, Biritiba Mirim e Salesópolis.

## Cronograma
| Etapa | Trecho                                           | Extensão | Prazo estimado | Custo estimado |
| ----- | ------------------------------------------------ | -------- | -------------- | -------------- |
| 1     | Barragem da Penha até divisa com Itaquaquecetuba | 25 km    | 2016           | R$ 200 milhões |
| 2     | Itaquaquecetuba até Suzano                       | 11,3 km  | 2018           | não-informado  |
| 3     | Suzano até nascente do Tietê                     | 38,7 km  | 2020           | não-informado  |

Fonte:.
O projeto, em relação aos prazos estabelecimentos na época de seu lançamento, encontra-se portanto 4 anos atrasado.

## Estrutura implantada

### Ciclovia Várzeas do Tietê
O primeiro trecho da ciclovia foi entregue em outubro de 2010, contando com 11,41 km. Ele tem início na altura do km 12 da Rod. Ayrton Senna (sentido) SP/Rio e segue até o km 23 sempre ao lado da Via Parque, passando pelos campos de futebol de várzea do Parque Ecológico do Tietê, estacionamentos, passarela de acesso ao parque, campo de beisebol, portaria 1, playground, CT da Portuguesa, CT do Corinthians, EACH - USP Leste e após a ponte, segue pela Gleba 2 entre a várzea do rio Tietê e densa arborização até a Ponte de Cumbica. Após a ponte, segue do lado do rio Tietê e dos prédios do CDHU da União de Vila Nova/Jardim Pantanal; terminando ao lado do Parque Jacuí em São Miguel Paulista.

### Núcleo Vila Jacuí
Inaugurada em março de 2010, o núcleo Vila Jacuí, oficialmente chamado de Núcleo Engenheiro Antonio Arnaldo de Queiroz e Silva foi o primeiro núcleo de lazer, cultura, recreação e educação ambiental a ser implantado dentro do escopo do projeto Parque Várzeas do Tietê. É considerado pelo DAEE também como parte do Parque Ecológico do Tietê, e localiza-se na interligação da Rodovia Ayrton Senna com o Complexo Viário Jacu Pêssego, portanto, entre os distritos de Vila Jacuí e São Miguel Paulista.
A área possui 170 mil metros quadrados, contendo dois campos de futebol, três quadras poliesportivas, pista de bicicross, campo para vôlei de praia, pista de skate, áreas para recreação, doze quiosques (com churrasqueiras, mesa, bancos e pia de alvenaria), salão de festas, dois vestiários, núcleo para educação ambiental (incluindo viveiro), telecentro, equipamentos e centro de atividades para terceira idade, pista asfaltada de 1.632 metros para caminhada e corrida, além de dois estacionamentos.
Atualmente o parque é ponto de encontro de jovens praticantes de skate da região. Em agosto de 2011, o parque recebeu uma etapa da Circuito de Skate Amador, realizado pela Confederação Brasileira de Esportes Radicais (CBER).